# La Ligne de démarcation (série télévisée)
Pour le film de Claude Chabrol, voir Ligne de démarcation.
La Ligne de démarcation est une série française réalisée en 1973 par Jacques Ertaud et adaptée (au même titre que le film synonyme) de la série de 22 volumes regroupés sous le même titre, écrite par Gilbert Renault, alias Colonel Rémy, et diffusée par la 3e chaîne de l'ORTF en treize épisodes, tous les soirs à 18 h 50 entre le 3 et le 21 décembre 1973.

## Synopsis
Sous-titré « 13 histoires vraies racontées par Rémy », ce feuilleton constitue une série de treize histoires indépendantes, inspirées d'anecdotes vécues, et relatant treize faits relatifs au passage de la Ligne de démarcation ou d'autres périples dans le cadre de la Résistance. Le dernier épisode met en scène le Colonel Rémy lui-même, qui introduit également chaque épisode par une petite présentation.
Constituant un scénario chaque fois différent, chacun des treize épisodes est doté d'un titre particulier, reprenant le prénom du héros ou de l'héroïne (à l'exception de l'épisode Erretoranea) :
- Raymond (situé dans le Cher)
- Mary (situé principalement à Paris)
- Alex (situé à Besançon)
- Urbain (situé entre Mons et Lourdes)
- Camille (situé à Chalon-sur-Saône)
- Erretoranea (situé au Pays basque)
- Ernest (situé en Creuse)
- Claude (situé entre Perpignan et le Maroc)
- René (situé principalement dans le Jura)
- Guillaume (situé en Bretagne)
- François (situé en Catalogne)
- Janine (situé entre Paris et la Normandie)
- Rémy (situé sur la Côte atlantique)

## Fiche technique
- Titre  original : La Ligne de démarcation
- Réalisateur : Jacques Ertaud
- Scénaristes : Henry Grangé, Colonel Rémy d'après sa série de livres
- Photographie : Gilbert Sandoz
- Musique : Christian Darre
- Sociétés de production : ORTF
- Pays d'origine : France
- Genre : chronique de la Seconde Guerre mondiale
- Nombre d'épisodes : 13
- Durée : 26 minutes
- Date de première diffusion : 3 décembre 1973 sur la 3e chaîne de l'ORTF

## Distribution (acteurs principaux)
- Colonel Rémy : présentation de la série dans le 1er épisode, puis présentation de chaque épisode (majoritairement en voix hors champ), et enfin voix hors champ de tout le dernier épisode tourné en caméra subjective.

| - Christian Barbier : Marcellin - Fred Ulysse : Raymond - Martin Trévières : Boulanger - Michel Bedetti : Un évadé - Jean Franval : Le Marseillais - Jacques Aveline : Dupuis - Jeanne Herviale : Vieille dame - Pierre Londiche : Officier Gestapo - Marcel Gassouk : Homme d'équipe - Jacques Chevalier : Le fonctionnaire | - Hella Petri : Mary - Colin Drake : Le colonel - Hans Verner : Le commandant du camp - James Sparrow : Le lieutenant James Lewis - Bernard Charlan : Le commissaire - Catherine Stermann : Barbe - Éric Laborey : Oky - Michel Dacquin : le douanier allemand | - Jacques Serres : Marcel Berthet - Yves Barsacq : Moreau - Georges Claisse : Bayard - Jacques Giraud : René Droux - Germaine Delbat : La Sœur - Coluche : L'évadé - Juliette Faber : La mère d'Henri - Lina Roxa : Madame Prudent |

| - André Valardy : Urbain - Roger Trapp : Le cafetier - Pierre Collet : Le vigneron - Gabriel Gobin : Le secrétaire - Bernard Allouf : Marcel - Jane Val : L'hôtelière | - Juliette Brac : Jeanne - Jean-Paul Tribout : Léonard - Etienne Bierry : Camille - Simone Rieutor : Simone | - Pierre Mirat : Muscarditz - Paul Bonifas : Le curé - Jean-Pierre Ducos : Vignerte - Maurice Vallier : Simon - Andrée Damant : Thérèse - Jean-Pierre Zola : Le feldwebel - Roger Souza : Le commis |

| - Victor Lanoux : Ernest - Gérard Darrieu : Guillemain - Dominique Davray : Louise - Claude Brosset : Le patron - Sylvain Joubert : Dallay - Joëlle Fossier : Marie - Michel Pilorgé : Sabrou - Marie Pillet : La patronne | - Jean-Marie Richier : Claude - Jacques Galland : Capitaine François - Henri Poirier : Mathieu - Jacques Dhery : Le commandant - Billy Kearns : Le capitaine américain | - Maurice Barrier : René - Marius Laurey : Le mécanicien - Pierre Decazes : Le gendarme - Yves Elliot : Le chauffeur - Maxence Mailfort : Michel - Jean Pignol : Alsacien - Albert Michel : Le cheminot |

| - Michel Subor : Guillaume - Jacques Dynam : François - Lucien Raimbourg : Le fermier - Dominique Zardi : un agent de la gestapo - Pierre Danny : Job - Louise Chevalier : une fermière | - André Thorent : François - Pierre Maguelon : Docteur Lagarde - Raoul Curet : Docteur Baillat | - Bérangère Dautun : Janine - Philippe Chauveau : Pierre - Alain Dekok : L'aide postier - Jean Benguigui : Le chauffeur - André Le Gall : Le trafiquant - Albert Delpy : Milo - Édith Ker : La concierge |

### Épisode 13: Rémy
- Patrick Lancelot : Philipon
- Clément Michu : Rambaud
- Alain Janey : La Bardonnie
- Jacques Rispal : Docteur Pailloux
- Gilette Barbier : La belle mère
- Sarah Chanez :  La mère Rambaud
- Rudy Lenoir : August

## Autour du feuilleton
À l'instar du livre éponyme et du film synonyme, ce feuilleton se veut un hommage appuyé aux héros de l'ombre de la Résistance.